# Makruk

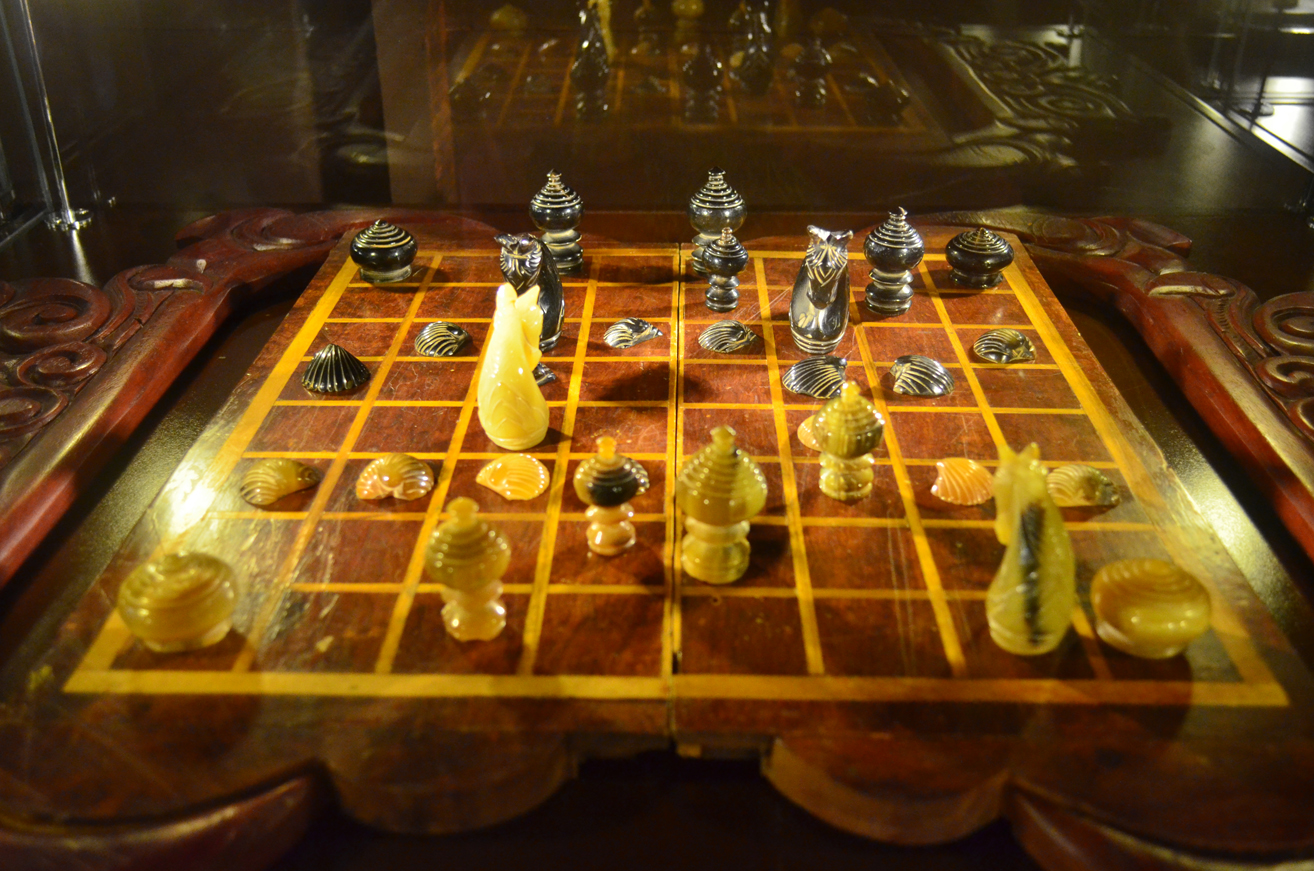
Makruk

El makruk (en tailandés; หมากรุก), "Makruk", se pronuncia con un tono bajo en la sílaba "Mak" y elevado en "ruk"), ocasionalmente llamado ajedrez tailandés, es un juego de tablero que desciende del chaturanga que se practicaba en la India en el siglo VI o de una variante similar al mismo, y en consecuencia tiene un cierto parentesco con el ajedrez occidental. Se le considera el juego "vivo" más similar al antepasado común de todas las variantes del ajedrez. El makruk es un juego que goza de popularidad en Tailandia y Camboya.

## Reglas
La reglas del makruk son:

### Piezas
Las siguientes son las piezas utilizadas en el makruk

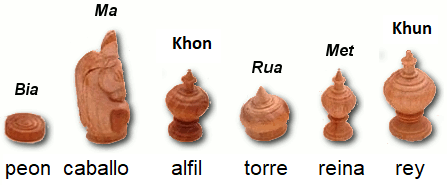

### Posición inicial de las piezas
Como podemos ver en la siguiente imagen primero encontramos los peones, luego un espacio libre y luego las demás piezas,  esto es otra semejanza que tiene con el shogi. Además el rey y la reina siempre van en sentido contrario.
Un dato importante es que las piezas en el makruk son normalmente blancas y rojas como podemos apreciar, hoy en día algunos sets tienen piezas blancas y negras como en el ajedrez clásico,  pero el rojo y blanco son los colores mayormente utilizados en el makruk.

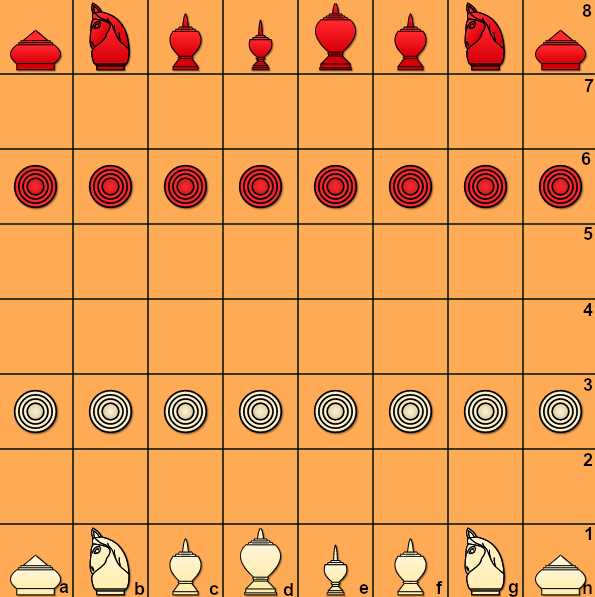

### Movimientos
Todas las piezas se mueven como en el ajedrez, excepto: 
- El rey (Khun, líder) puede saltar como un caballo en su primera jugada.

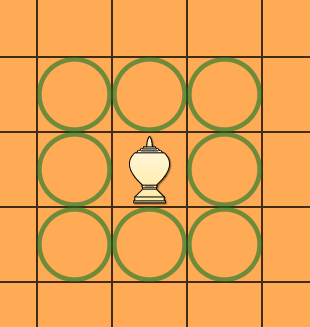

- El alfil (Khon, máscara) mueve una casilla hacia adelante o en diagonal hacia cualquier dirección (como el general plateado en shōgi).

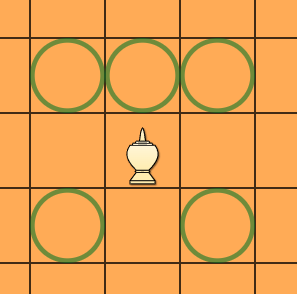

- La dama o reina (Met, ministro, literalmente traducido como carozo) mueve una casilla en diagonal hacia cualquier dirección (como el alferza en shatranj).

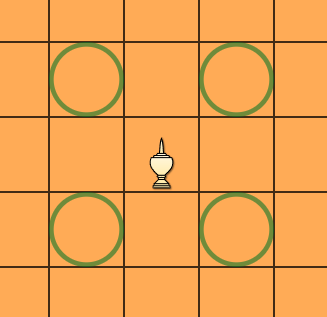

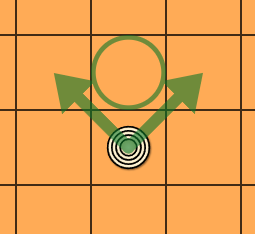

- Los peones (Bia, caparazón de cauri) no pueden mover dos casillas en su primera jugada ni capturar al paso.Una vez que uno de los peones llega a la zona contraria, realizara una especie de promoción (como en el shogi) y así el peón girara y realizara los mismos movimientos de la dama o reina (en el shogi las piezas promovidas realizan los mismos movimientos de los generales de oro).

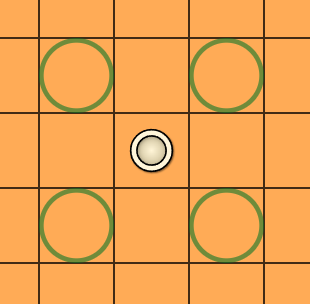

- Las torres (Rua, barco) realizaran los mismos movimientos que la torre del ajedrez clásico.

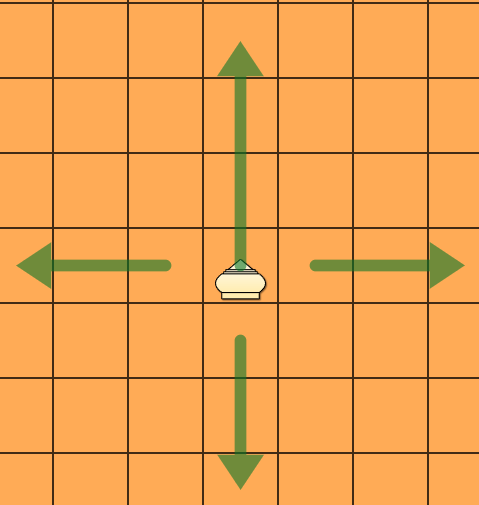

- Los caballos (Ma, caballo) se mueven igual que los caballos del ajedrez clásico. En el makruk las aperturas o inicio de juego son realizadas con el caballo.

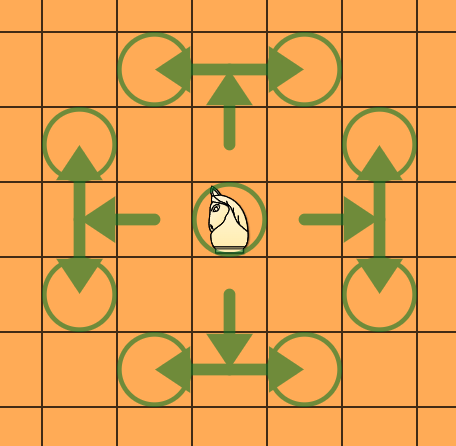

En la posición inicial, los peones se encuentran en las filas tercera y sexta. Las damas se encuentran a la derecha de los reyes. Los peones promocionan, convirtiéndose en damas al llegar a la sexta fila. No existe el enroque. A diferencia del ajedrez occidental el rey siempre se coloca a lado izquierdo y no en la casilla contraria a su color.

### Objetivo
Al igual que en el ajedrez, el propósito del juego es realizar el jaque mate al rey contrario, pero algunas veces las partidas de makruk terminan en empate.

### Reglas de contar
Cuando ningún jugador tiene caballos, la partida debe completarse en un número determinado de movimientos o se declara un empate. Cuando se captura una pieza, el conteo se reinicia solo si es la última pieza de un jugador en la partida.
Cuando a ninguno de los jugadores le quedan caballos, se debe dar mate en 64 movimientos. El jugador en desventaja cuenta y puede optar en cualquier momento por dejar de contar. Si el jugador en desventaja da jaque mate al lado con ventaja y no deja de contar, la partida se declara en tablas.
Cuando se captura la última pieza (que no sea el rey) del jugador en desventaja, el conteo puede ser iniciado, o reiniciado a partir del conteo mencionado anteriormente, por el jugador más débil, y el jugador más fuerte ahora tiene un número máximo de movimientos en función de las piezas que quedan:
- Si quedan dos torres: 8 movimientos
- Si queda una torre: 16 movimientos
- Si no quedan torres, pero hay dos alfiles: 22 movimientos
- Si no quedan torres ni nobles, pero hay dos caballos: 32 movimientos
- Si no quedan torres, pero hay un alfil: 44 movimientos
- Si no quedan torres ni alfiles, pero hay un caballo: 64 movimientos
- Si no quedan torres, alfiles ni caballos, pero solo peones: 64 movimientos

El jugador en desventaja anuncia el recuento de sus movimientos de huida, comenzando por el número de piezas que quedan en el tablero, incluidos los dos reyes. El jugador ganador tiene que dar jaque mate al rey de su oponente antes de que se anuncie el número máximo, de lo contrario la partida se declara en tablas. Durante este proceso, el conteo puede reiniciarse si el jugador que cuenta desea detenerse y comenzar a contar de nuevo.
Por ejemplo, si las blancas tienen dos torres y un caballo contra un solo rey negro, tienen tres movimientos para dar jaque mate a su oponente (el valor dado de 8 menos el número total de piezas, 5). Si las negras capturan una torre blanca, el conteo no se reinicia automáticamente, a menos que las negras estén dispuestas a hacerlo, en su propia desventaja. Sin embargo, muchos jugadores no entienden esto y reinician el conteo mientras huyen con el rey.

## Variantes
Existen reglas que no se aplican al juego formal estándar o que han sido abandonadas en el juego profesional. Se denominan sutras. Los primeros movimientos libres son similares a los del ouk camboyano.
Sut Khun (สูตรขุน, «sutra del rey») se puede comparar con la regla del enroque del ajedrez occidental. La regla permite al jugador mover al rey a una casilla vacía en la siguiente fila, como un caballo, siempre que el rey no se haya movido aún.
Sut Met (สูตรเม็ด, «sutra de la reina») es el sutra más popular en las reglas informales. Es un primer movimiento libre que permite al jugador mover la semilla y el cauri que está delante de la semilla al mismo tiempo. En este sutra se mueven dos piezas. Primero, se mueve el cauri que está delante de la semilla hacia adelante; luego, se mueve la semilla a la casilla vacía que el cauri acaba de dejar libre, de modo que la semilla se mueve dos casillas hacia adelante.
Sut Ma (สูตรม้า, «sutra del caballero») es un primer movimiento libre que permite al jugador mover un caballo y un cauri (el movimiento de un caballo desde ese caballo) en el mismo turno. En este sutra se mueven dos piezas. Primero, se mueve el cauri (el movimiento de un caballo desde el caballo) hacia adelante; luego, se mueve el caballo a la casilla en blanco que el cauri acaba de dejar libre.
Takhaeng Ruea (ตะแคงเรือ, «inclinación del barco», «inclinación de la torre») implica dar vuelta uno o ambos barcos. Esto hace que el barco pase a ser una semilla. Esto reduce el poder de uno o dos barcos.

## Tablero de juego
Un tablero de makruk tiene la misma cantidad de casillas que el del ajedrez clásico, pero normalmente las casillas son de un solo color. Además un tablero clásico de makruk tiene dos espacios laterales libres, que se utilizan para colocar las piezas que capturado, esto es una similitud que tiene con el shogi.

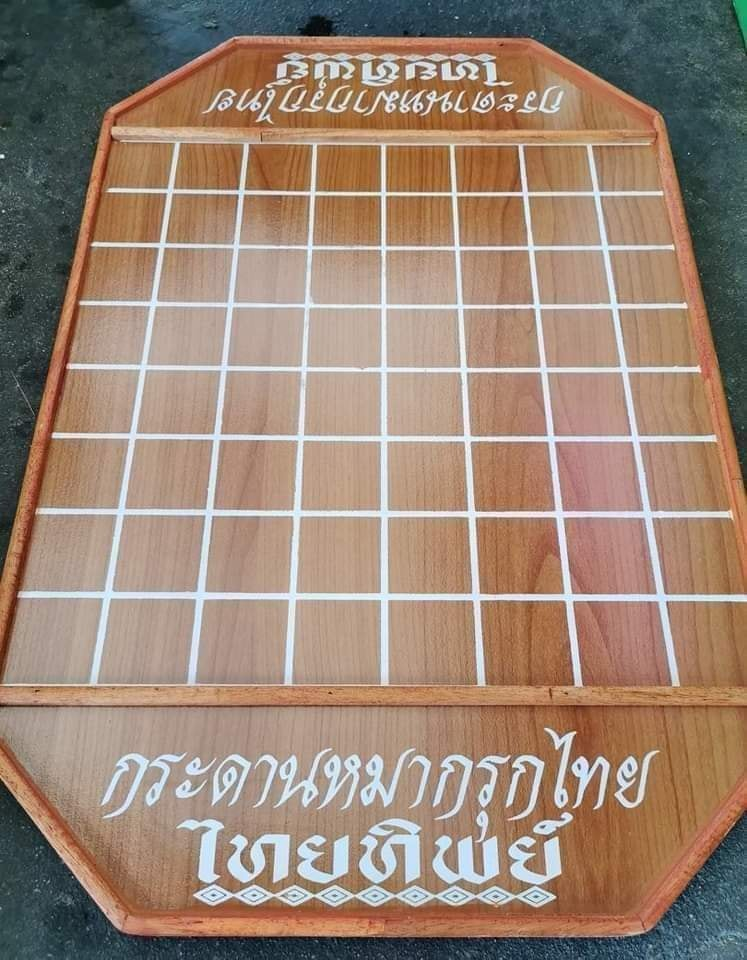